# Wringinanom (Kertek)
Wringinanom is een bestuurslaag in het regentschap Wonosobo van de provincie Midden-Java, Indonesië. Wringinanom telt 2253 inwoners (volkstelling 2010).